# Pol Kalak
Pol Kalak (persiska: پل کلک) är en ort i Iran.   Den ligger i provinsen Ilam, i den västra delen av landet, 500 km väster om huvudstaden Teheran. Pol Kalak ligger 1 250 meter över havet och antalet invånare är 165.
Terrängen runt Pol Kalak är lite bergig. Runt Pol Kalak är det ganska tätbefolkat, med 104 invånare per kvadratkilometer. Närmaste större samhälle är Īlām, 20,0 km sydost om Pol Kalak. Omgivningarna runt Pol Kalak är i huvudsak ett öppet busklandskap.